# E.Y 70'S
『E.Y 70'S』(イー・ワイ・セブンティース)は、矢沢永吉のベスト・アルバム。1997年10月1日に『E.Y 80'S』（ワーナーミュージック・ジャパン）『E.Y 90'S』（東芝EMI）と同時発売された。

## 解説
1972年にキャロルとしてデビューし、1975年にソロデビューした矢沢永吉の活動25周年を記念して発売されたベスト・アルバムで、1970年代に発表された楽曲を収録している。
本作はCD EXTRA仕様となっており、特典として「HISTORY DISCOGRAPHY & BIOGRAPHY AUDIO PLAYER」が収録されている。

## 収録曲
1. 黒く塗りつぶせ
2. I SAY GOOD-BYE, SO GOOD-BYE
3. 写真の二人
  - シングル「ひき潮」のカップリング曲。
4. サブウェイ特急
5. アイ・ラヴ・ユー,OK
6. 天使たちの場所
7. 恋の列車はリバプール発
8. 雨のハイウェイ
9. ひき潮
10. 時間よ止まれ
11. 真夜中のロックンロール
12. トラベリン・バス
13. せめて今夜は
  - シングル「黒く塗りつぶせ」のカップリング曲。
14. バイ・バイ・マイ・ラヴ
15. A DAY